# Eurypteryx shelfordi
Eurypteryx shelfordi är en fjärilsart som beskrevs av Rothschild och Jordan 1903. Eurypteryx shelfordi ingår i släktet Eurypteryx och familjen svärmare. Inga underarter finns listade i Catalogue of Life.